# Tatiana Ariza
Tatiana Ariza Díaz (Bogotá, Distrito Capital, Colombia; 21 de febrero de 1991) es una futbolista colombiana. Juega como mediocampista o delantera en Millonarios Fútbol Club Femenino y la selección de Colombia.

## Trayectoria
Al igual que su hermana gemela Natalia, empezó la práctica de este deporte desde temprana edad, con la colaboración y entusiasmo de su padre. Superó con creces un problema cardiaco congénito, que estuvo a punto de frenarle su carrera deportiva.
Participó en el Campeonato Sudamericano Femenino Sub-17 de 2008, realizado en Chile, donde anotó seis goles que contribuyeron a la consecución del primer puesto y la clasificación a la Copa Mundial Femenina de Fútbol Sub-17 realizada en Nueva Zelanda en noviembre del mismo año. En dicho evento, le anotó gol a Dinamarca y a Nueva Zelanda, pero no fue suficiente para clasificar a cuartos de final.
Fue también integrante de los equipos que disputaron el Sudamericano Femenino Sub-20 de 2008 y los Juegos Bolivarianos de 2009.
En el 2010, integra el equipo que compitió y logró el segundo lugar más la clasificación a la Copa Mundial en Alemania en el Campeonato Sudamericano Femenino Sub-20 de 2010, confirmando su progresión deportiva y aportando al rendimiento general del equipo.
En Alemania, participó en todos los partidos que disputó la selección, destacándose en el partido de cuartos de final contra Suecia, donde anotó el 2-0.
Jugó con Austin Peay Governors, de la citada universidad, en Clarksville, Tennessee.
Ella es una de las mejores jugadoras que ha tenido la selección Colombia.
En 2018 participó en la fase de clasificación de la Liga de Campeones Femenina de la UEFA 2018-19 con el equipo Elpides Karditsas de Grecia donde anotó dos goles.
Participó junto a su hermana Natalia en Houston Aces equipo de fútbol femenino profesional de la ciudad de  Houston que participa en la conferencia Big Sky de la Women's Premier Soccer League.
En 2020 hizo parte de Millonarios FC en la Liga Profesional Femenina de Fútbol de Colombia y con el Club Independiente Santa Fe Femenino participó de la Copa Libertadores Femenina 2020 donde llegaron a cuartos de final.
Para 2021 integró la nómina de Deportivo Cali Femenino para su participación en la Copa Libertadores de América Femenina donde alcanzó los cuartos de final. Para la temporada 2022 actuó en esta misma escuadra en la Liga Profesional Femenina de Fútbol de Colombia y en la Copa Libertadores de América Femenina logrando la semifinal.

## Selección nacional
El 3 de julio de 2022 es convocada por el técnico Nelson Abadía para la Copa América Femenina 2022 a realizarse en Colombia.

### Participaciones en Copa América
| Copa                       | Sede     | Resultado      | Partidos | Goles |
| -------------------------- | -------- | -------------- | -------- | ----- |
| Copa América Femenina 2022 | Colombia | Por disputarse |          |       |

### Goles internacionales
| No. | Fecha                    | Sede                                            | Rival                | Marcador | Resultado | Competición            |
| --- | ------------------------ | ----------------------------------------------- | -------------------- | -------- | --------- | ---------------------- |
| 1   | 15 de septiembre de 2014 | Estadio Olímpico de Riobamba, Riobamba, Ecuador | Bandera de Venezuela | 4–1      | 4–1       | Copa América Femenina  |
| 2   | 17 de septiembre de 2014 | Estadio Bellavista, Ambato, Ecuador             | Bandera de Ecuador   | 1–0      | 1–0       | Copa América Femenina  |
| 3   | 19 de marzo de 2015      | Estadio General Santander, Cúcuta, Colombia     | Bandera de Venezuela | 1–1      | 3–1       | Amistoso internacional |
| 4   | 19 de marzo de 2015      | Estadio General Santander, Cúcuta, Colombia     | Bandera de Venezuela | 2–1      | 3–1       | Amistoso internacional |